# Ом Джонхва
Ом Джонхва (кор. 엄정화, кит. 嚴正化; род. 17 августа 1969 года) — южнокорейская певица и актриса.
Начав карьеру во второй половине 80-х годов, Ом Джонхва зарекомендовала себя как успешная певица и актриса, благодаря чему является одной из самых популярных, важных и влиятельных фигур в Корее, а также примером для подражания большинства современных южнокорейских певиц. Джонхва также называют «легендой к-поп» и «корейской Мадонной».

## Биография
Джонхва родилась 17 августа 1969 года в Чечхоне, Южная Корея. Стала вторым ребёнком в семье Ю Гёнсока и Ом Джинъок, учительницы музыки; есть младший брат Ом Тхэун. Отец трагически погиб, попав в аварию на мотоцикле, когда Джонхве было 6 лет, и семье приходилось очень тяжело в финансовом плане.
Для поддержания активного образа жизни Джонхва увлекается йогой, сёрфингом и любит путешествовать.

## Карьера

### 1987—99: Начинания в карьере
В 1987 году Джонхва устраивается на работу в телевизионную компанию MBC в качестве участницы хора. В 1992 году она получает роль в комедии «История о жизни в браке», что становится её кинодебютом на больших экранах. Год спустя, в июле 1993 года, девушка выпускает дебютный студийный альбом Sorrowful Secret. Несмотря на коммерческий провал, к середине 90-х Джонхва становится одной из ведущих сольных исполнительниц в Корее, выпуская сразу несколько хитов подряд: «슬픈 기대 (Sad Expectation)», «하늘만 허락한 사랑 (A Love Only Heaven Permits)», «배반의 장미 (Rose of Betrayal)» и «말해 줘 (Tell Me)».
Четвёртый студийный альбом Invitation стал не только успешен, но также демонстрировал новый, более зрелый образ Джонхва. 17 июня 1999 года был выпущен пятый студийный альбом 005.1999.06, который также имел успех, позволив Джонхва закрепить за собой статус успешной сольной исполнительницы.

### 2000—настоящее время: Сольные альбомы и сборники хитов, актёрская карьера
В начале 2000-х годов Джонхва решила сосредоточиться на актёрской карьере, и в том числе начала экспериментировать с музыкальными жанрами, в частности, с электроникой. 1 ноября 2000 года состоялся релиз седьмого студийного альбома Queen of Charisma, который, пусть и имел успех в Корее, показал результаты ниже, чем предыдущие релизы. В 2002 году исполнила главную роль в эротическом фильме «Брак — сумасшедшая вещь», благодаря которому стала одной из самых известных и популярных актрис в стране. В 2003 году вновь сыграла главную роль в фильме «Одинокие». 19 февраля 2004 года был выпущен восьмой студийный альбом Self Control, который стал первым релизом, выпущенным на территории Японии.
Период с 2005 по 2006 годы Джонхва полностью посвящает актёрской карьере, и снимается в ведущих ролях сразу в нескольких фильмах: «Всё для любви», «Принцесса Аврора», «Как Горовиц» и «Соблазнение мистера Совершенство». 26 октября 2006 года она выпускает девятый студийный альбом Prestige, который показывает ещё более низкие результаты, чем все предыдущие работы исполнительницы.
30 июня 2008 года Джонхва выпускает дебютный мини-альбом D.I.S.C.O с помощью своего давнего друга, Ян Хён Сока, основателя YG Entertainment, и затем вновь концентрируется на игре в кино и сериалах. 26 декабря 2017 года она впервые за 9 лет выпускает десятый мини-альбом The Cloud Dream Of The Nine.
Летом 2020 года Джонхва вошла в состав проект-группы Refund Sisters, чей дебютный сингл «Don’t Touch Me», выпущенный в октябре, стал хитом № 1 в Корее. 22 декабря Джонхва также выпустила сингл «Hop In», записанный при участии Хвасы и DPR Live.

## Личная жизнь
В 2010 году Джонхва диагностировали рак щитовидной железы, но она смогла восстановиться после операции, проведённой в мае того же года. После операции исполнительница некоторое время не могла говорить и петь, из-за чего пришлось отложить её возвращение в индустрию.
Джонхва держит свою личную жизнь в секрете, однако известно, что певица ни разу не была замужем, и в 2015 году призналась, что у неё есть «неосязаемый страх» перед замужеством, как и у многих женщин: «Я думаю, что дети прекрасны, и жизнь в замужестве тоже, но, с другой стороны, у меня всегда был страх, что я не смогу вырастить ребёнка и работать одновременно.»

## Дискография
| - Sorrowful Secret (1993) - Uhm Jung Hwa 2 (1996) - After Love (1997) - Invitation (1998) - 005.1999.06 (1999) - Queen of Charisma (2000) - Hwa (2001) - Self Control (2004) - Prestige (2006) - The Cloud Dream Of The Nine (2017) | - Best...My Songs (1998) - All Details (1999) | - D.I.S.C.O (2008) |  |

## Фильмография
| Год       |   | Русское название                          | Оригинальное название                  | Роль               |
| --------- | - | ----------------------------------------- | -------------------------------------- | ------------------ |
| 1990      | с | Любовь                                    | Sarang                                 | Камео              |
| 1992      | с | Дикость                                   | The Wild                               | Камео              |
| 1992      | ф | История о жизни в браке                   | Marriage Story                         | Джоки              |
| 1993      | ф | В ветреный день мы должны идти в Апкучжон | On a Windy Day We Must Go to Apgujeong | Камео              |
| 1993      | с | Доброе утро, Ёндон                        | Good Morning Youngdong                 | Камео              |
| 1993      | с | Сёстры                                    | Sisters                                | Камео              |
| 1994      | ф | Голубая чайка                             | Blue Seagull                           | Джошуа             |
| 1994      | ф | Как убить жену                            | How to Top My Wife                     | Манула             |
| 1994      | с | Богатые тоже плачут                       | The rich people also cry               | Камео              |
| 1994      | с | Полиция                                   | Police                                 | Камео              |
| 1994      | с | Закрой один глаз                          | Close One Eye                          | Камео              |
| 1994      | с | Таинственная мелодрама                    | Mystery Melodrama                      | Камео              |
| 1995      | с | Театр судеб                               | Home Theater                           | Камео              |
| 1995      | с | Ангел за маской                           | Angel Inside the Mask                  | Камео              |
| 1995      | с | Помни, что нужно любить                   | Remember to Love                       | Камео              |
| 1996      | с | Отец и сын                                | Intimacy Between Father and Son        | Камео              |
| 1997      | с | Пак Бит На                                | Park Bit-na                            | Камео              |
| 1997      | с | Звезда                                    | Star                                   | Камео              |
| 1997      | с | Прекрасный грех                           | Beautiful Sin                          | Джоуи              |
| 2002      | ф | Брак — сумасшедшая вещь                   | Marriage Is a Crazy Thing              | Ёнхи               |
| 2003      | с | Жена                                      | Wife                                   | Ан Хэ              |
| 2003      | ф | Одинокие                                  | Singles                                | Донми              |
| 2004      | с | Тропические ночи в декабре                | Tropical Nights in December            | Камео              |
| 2004      | ф | Мистер Хонг                               | Mr.Hong                                | Юн Хёджин          |
| 2005      | ф | Всё для любви                             | All for Love                           | Хур Юджон          |
| 2005      | ф | Принцесса Аврора                          | Princess Aurora                        | Чон Сунджон        |
| 2006      | ф | Как Горовиц                               | For Horowitz                           | Ким Джису          |
| 2006      | ф | Соблазнение мистера Совершенство          | Seducing Mr. Perfect                   | Мин Джунэ          |
| 2007      | с | Поймай Карла, О Су-джон!                  | Get Karl! Oh Soo-jung'                 | О Суджон           |
| 2007      | ф | Любовь сейчас                             | Love Now                               | Со Ю На            |
| 2009      | с | Убеждённый холостяк                       | He Who Can't Marry                     | Чан Мунджон        |
| 2009      | ф | Скандал в Инсандоне                       | Insadong Scandal                       | Пэ Тэджин          |
| 2009      | ф | 2012: Цунами                              | Haeundae                               | Ю Джин             |
| 2009      | ф | Пять чувств эроса                         | Five Senses of Eros                    | Ли Чонха           |
| 2010      | ф | Бестселлер                                | Bestseller                             | Бэк Хису           |
| 2011      | ф | Мама                                      | Mama                                   | Дон Сук            |
| 2012      | ф | Королева танца                            | Dancing Queen                          | Камео              |
| 2013      | ф | В моём конце моё начало                   | In My End Is My Beginning              | Ли Джонха          |
| 2013      | ф | Монтаж                                    | Montage                                | Ха Кён             |
| 2014      | с | Любовь ведьмы                             | A Witch’s Love                         | Пэ Джиён           |
| 2014      | ф | Закон удовольствий                        | Venus Talk                             | Чон Синхе          |
| 2015      | ф | Прекрасный кошмар                         | Wonderful Nightmare                    | Ли Ёну             |
| 2017      | с | Это уже слишком                           | You Are Too Much                       | Ю Джина/Ким Хёджон |
| 2020      | ф | Окей, мадам!                              | Okay Madam!                            | Миён               |
| 2022—2022 | с | Наш блюз                                  | 우리들의 블루스                        | Ко Миран           |

## Награды и номинации

### Актёрская карьера
| Год  | Церемония                            | Номинация                                                  | Что номинировано                          | Результат |
| ---- | ------------------------------------ | ---------------------------------------------------------- | ----------------------------------------- | --------- |
| 1993 | Grand Bell Awards                    | Лучшая новая актриса                                       | В ветреный день мы должны идти в Апкучжон | Номинация |
| 1993 | 17th Golden Cinema Film Festival     | Лучшая актриса второго плана                               | В ветреный день мы должны идти в Апкучжон | Победа    |
| 1995 | Blue Dragon Film Awards              | Лучшая актриса второго плана                               | Как убить жену                            | Номинация |
| 2003 | Baeksang Arts Awards                 | Лучшая актриса (фильм)                                     | Брак — сумасшедшая вещь                   | Победа    |
| 2003 | KBS Drama Awards                     | Награда за достижения (актриса)                            | Жена                                      | Победа    |
| 2004 | Golden Cinematography Award          | Специальная награда                                        | Мистер Хэнди                              | Победа    |
| 2004 | MBC Drama Awards                     | Награда за достижения (актриса)                            | Тропические ночи в декабре                | Номинация |
| 2006 | Blue Dragon Film Awards              | Лучшая ведущая актриса                                     | Как Горовиц                               | Номинация |
| 2006 | Grand Bell Awards                    | Лучшая актриса                                             | Как Горовиц                               | Номинация |
| 2006 | Korean Film Awards                   | Лучшая актриса                                             | Как Горовиц                               | Номинация |
| 2006 | Busan Film Critics Awards            | Лучшая актриса                                             | Принцесса Аврора                          | Победа    |
| 2006 | Baeksang Arts Awards                 | Лучшая актриса                                             | Принцесса Аврора                          | Номинация |
| 2006 | Donga TV Fashion Beauty Award        | Модная икона                                               |                                           | Победа    |
| 2007 | Gala Dinner Party sponsored by FKCCI | Награда за дружеское партнёрство                           |                                           | Победа    |
| 2007 | SBS Drama Awards                     | Награда за достижения (актриса в сериалах)                 | Поймай Карла, О Су-Чжон!                  | Номинация |
| 2009 | Grand Bell Awards                    | Лучшая актриса второго плана                               | 2021: Цунами                              | Номинация |
| 2010 | Chunsa Film Art Awards               | Лучшая актриса                                             | Бестселлер                                | Победа    |
| 2012 | Baeksang Arts Awards                 | Лучшая актриса (фильм)                                     | Королева танцев                           | Победа    |
| 2012 | Grand Bell Awards                    | Лучшая актриса                                             | Королева танцев                           | Номинация |
| 2012 | Blue Dragon Film Awards              | Лучшая ведущая актриса                                     | Королева танцев                           | Номинация |
| 2013 | Blue Dragon Film Awards              | Лучшая ведущая актриса                                     | Монтаж                                    | Номинация |
| 2013 | Korean Film Actors Association       | Звезда фильмов                                             | Монтаж                                    | Победа    |
| 2013 | Grand Bell Awards                    | Лучшая актриса                                             | Монтаж                                    | Победа    |
| 2013 | Korean Culture Entertainment Awards  | Лучшая актриса                                             | Монтаж                                    | Победа    |
| 2014 | Chunsa Film Art Awards               | Лучшая актриса                                             | Монтаж                                    | Номинация |
| 2015 | Grand Bell Awards                    | Лучшая актриса                                             | Прекрасный кошмар                         | Номинация |
| 2017 | MBC Drama Awards                     | Дэсан                                                      | Это уже слишком                           | Номинация |
| 2017 | MBC Drama Awards                     | Награда за достижения (актриса в драмах)                   | Это уже слишком                           | Номинация |
| 2020 | MBC Entertainment Awards             | Награда за достижения в категории музыка/ток-шоу (женщины) | Зависни с Ю                               | Победа    |

### Музыкальная карьера
| Год  | Церемония               | Номинация                              | Что номинировано  | Результат | Ссылка        |
| ---- | ----------------------- | -------------------------------------- | ----------------- | --------- | ------------- |
| 1998 | Golden Disk Awards      | Награда Бонсан                         | «Poison»          | Победа    |               |
| 1999 | Golden Disk Awards      | Награда Бонсан                         | «I Don’t Know»    | Победа    |               |
| 1999 | Mnet Asian Music Awards | Лучшая женская артистка                | «I Don’t Know»    | Победа    | [ 29 ] [ 30 ] |
| 1999 | Mnet Asian Music Awards | Лучшее танцевальное выступление        | «I Don’t Know»    | Номинация | [ 29 ] [ 30 ] |
| 2000 | Mnet Asian Music Awards | Лучший женский артист                  | «Cross»           | Номинация | [ 31 ]        |
| 2000 | Golden Disk Awards      | Награда Бонсан                         | «Escape»          | Победа    |               |
| 2000 | SBS Gayo Daejeon        | Главная награда за достижения          |                   | Победа    |               |
| 2001 | SBS Gayo Daejeon        | Главная награда за достижения          |                   | Победа    |               |
| 2001 | MBC Gayo Daejejeon      | Награда за достижения                  |                   | Победа    |               |
| 2001 | KBS Song Festival       | Награда за достижения                  |                   | Победа    |               |
| 2001 | Mnet Asian Music Awards | Лучшая женская артистка                | «Crack» (틈)      | Номинация | [ 32 ]        |
| 2007 | Korean Music Awards     | Лучший электронный танцевальный альбом | Prestige          | Победа    |               |
| 2008 | Mnet Asian Music Awards | Лучший в жанрах хаус и электроник      | «Disco» ft. T.O.P | Номинация | [ 33 ]        |
| 2008 | Mnet Asian Music Awards | Лучшая женская артистка                | «Disco» ft. T.O.P | Номинация | [ 33 ]        |
| 2008 | Mnet Asian Music Awards | Лучшее музыкальное видео               | «Disco» ft. T.O.P | Номинация | [ 33 ]        |